# Henry Alexander Miers
Pour l’article homonyme, voir Miers (homonymie).
Henry Alexander Miers (25 mai 1858 – 10 décembre 1942) est un minéralogiste britannique. 

## Biographie
Né à Rio de Janeiro au Brésil, il fait ses études à Eton et au Trinity College d'Oxford. Il est élu membre de la Royal Society en 1896 et reçoit la médaille Wollaston en 1934. Il meurt à Londres en 1942.